# Бесарабівка (село)
Бессара́бівка — село в Україні, у Берестинському районі Харківської області. Населення становило 418 осіб (2020). Орган місцевого самоврядування — Бессарабівська сільська рада.
Після ліквідації Кегичівського району 19 липня 2020 року село увійшло до Красноградського (Берестинського) району.

## Географія
Село Бессарабівка знаходиться на річці Багата (в основному на лівому березі), у місці впадання в неї річки Тарасівка. Вище за течією річки Багата примикає село Коханівка, нижче за течією на відстані 2 км розташоване село Чорнолозка. Село витягнуто вздовж річки на 5 км. На річці велика загата. На відстані 4 км знаходиться селище Кегичівка.

## Історія
- 1880 — дата заснування.

## Економіка
- Молочно-товарна ферма.
- Агрофірма ім. Богдана Хмельницького.

## Пам'ятки
У селі у 1954 році споруджено пам'ятник Богданові Хмельницькому, відреставровано у 1995 р.